# Lijst van coaches van het Belgisch korfbalteam
Dit is een lijst van coaches van het Belgisch korfbalteam.

## De Bondscoach
Bondscoach (van het Belgisch korfbalteam) is de gebruikelijke naam voor de hoofdcoach van het Belgisch korfbalteam dat België vertegenwoordigt tijdens internationale toernooien en wedstrijden.

## De Bondscoaches
| Periode      | Nationaliteit | Bondscoach          | Dienstjaren | Medailles | Gecoachte toernooien                                 | extra info                                                   |
| ------------ | ------------- | ------------------- | ----------- | --------- | ---------------------------------------------------- | ------------------------------------------------------------ |
| 2018 - heden | BEL           | Detlef Elewaut      | 2           | 1 x       | EK 2018, WK 2019                                     | miste podiumplek op het EK 2018, waar België als 4e eindigde |
| 2016 - 2017  | NED           | Steven Mijnsbergen  | 1           | 1 x , 1 x | EK 2016, World Games 2017                            |                                                              |
| 2012 - 2016  | BEL           | Detlef Elewaut      | 4           | 3 x       | World Games 2013, EK 2014, WK 2015                   |                                                              |
| 2008- 2012   | BEL           | Eddy van Hoof       | 4           | 3 x       | World Games 2009, EK 2010, WK 2011                   | 2e termijn als bondscoach                                    |
| 2001 - 2008  | BEL           | Luc Tossens         | 7           | 4 x , 1 x | EK 2002, WK 2003, World Games 2005, EK 2006, WK 2007 |                                                              |
| 1997 - 2001  | BEL           | Eddy van Hoof       | 4           | 4 x       | World Games 1997, EK 1998, WK 1999, World Games 2001 |                                                              |
| 1992 - 1997  | BEL           | Carlo de Waele      | 5           | 2 x       | World Games 1993, WK 1995                            |                                                              |
| 1990 - 1992  | BEL           | Rudy Ramaekers      | 2           | 1 x       | WK 1991                                              |                                                              |
| 1985 - 1990  | BEL           | Daniel de Rudder    | 5           | 3 x       | World Games 1985, WK 1987, World Games 1989          |                                                              |
| ? - 1985     | BEL           | Jacky van der Velde | ?           | 1 x       | WK 1984                                              |                                                              |